# Abdelillah Bagui
Abdelillah Bagui, né le 1er janvier 1978 à Fès, est un ancien footballeur international marocain.

## Biographie
| Caps | Date       | Match                     | Lieu           | Score | Compétition     |
| 1    | 12/10/2001 | Gambie - Maroc            | Bamako         | 0 - 2 | Tournoi au Mali |
| 2    | 14/10/2001 | Mali - Maroc              | Bamako         | 2 - 1 | Tournoi au Mali |
| 3    | 14/11/2001 | Maroc - Zambie            | Rabat          | 1 - 0 | Amical          |
| 4    | 27/03/2002 | Costa Rica - Maroc        | San José       | 0 - 1 | Amical          |
| 5    | 21/08/2002 | Luxembourg - Maroc        | Luxembourg     | 0 - 2 | Amical          |
| 6    | 07/09/2002 | Gabon - Maroc             | Libreville     | 0 - 1 | Elim. CAN 2004  |
| 7    | 03/10/2002 | Maroc - Niger             | Rabat          | 6 - 1 | Amical          |
| 8    | 13/10/2002 | Maroc – Guinée Equa.      | Rabat          | 5 - 0 | Amical          |
| 9    | 20/11/2002 | Maroc - Mali              | Rabat          | 1 - 3 | Amical          |
| 10   | 29/03/2003 | Sierra leone - Maroc      | Freetowon      | 0 - 0 | Elim. CAN 2004  |
| 11   | 08/06/2003 | Maroc - Sierra leone      | Casablanca     | 1 - 0 | Elim. CAN 2004  |
| 12   | 10/09/2003 | Maroc - Trinité et Tobago | Marrakech      | 2 - 0 | Amical          |
| 13   | 17/08/2005 | Togo - Maroc              | Rouen          | 1 - 0 | Amical          |
| 14   | 15/11/2005 | Cameroun - Maroc          | Clairefontaine | 0 - 0 | Amical          |
| 15   | 12/01/2008 | Maroc - Zambie            | Fès            | 2 - 0 | Amical          |
| ---- | ---------- | ------------------------- | -------------- | ----- | --------------- |

## Palmarès
- Championnat de Russie de football
  - Vainqueur : 2001

- Coupe de Russie de football
  - Vainqueur : 2003

- Coupe de la CEI de football
  - Vainqueur : 2001
  - Finaliste : 2002